# Sympozium České prezidentky
Sympozium České prezidentky byla setkání českých ženských osobností, která se konala v Praze jednou za rok v letech 2007 až 2012 a v roce 2015. Sympozia spočívala ve společenském večeru, na kterém promlouvaly významné české ženské osobnosti na téma „Co je podle mého osobního názoru dobré pro naši zemi a kam by měla směřovat?“ Záměrem sympozií bylo důstojnou formou zviditelňovat myšlenky a vize českých ženských osobností. Na sympoziích vystoupilo se svými tezemi více než 40 nejvýznamnějších žen českého politického, kulturního a vědeckého života. Sympozia České prezidentky byla v roce 2007 podpořena dopisem Václava Havla a v roce 2010 zdravicí Madeleine Albrightové. V roce 2009 na sympoziu přednášela budoucí předsedkyně slovenské vlády a prezidentská kandidátka Iveta Radičová.

## Seznam řečnic Sympozií České prezidentky
- 2007, 18. října v Českém centru: Marie Haisová, Jana Hybášková, Helena Illnerová, Hana Marvanová, Meda Mládková, Jiřina Šiklová (její příspěvek byl přečten jednou z organizátorek Sympozia Lenkou Bennerovou), Alena Valterová, Renáta Vesecká, Alena Wagnerová
- 2008, 2. října v Českém centru: Jana Šilerová, Blanka Říhová, Táňa Fischerová, Alena Gajdůšková, Eliška Wagnerová, Rut Kolínská; zdravici pronesli Václav Pačes a Blanka Knotková-Čapková
- 2009, 27. října v Kaunickém paláci v Panské ulici: Jana Šmídová, Marie Benešová, Iveta Radičová, Soňa Paukrtová
- 2010, 26. října v Kaunickém paláci v Panské ulici: Milena Černá, Jana Horváthová, Rostya Gordon-Smith, Vladimíra Dvořáková, Jitka Seitlová, Iva Ritschelová
- 2011, 25. října v Kaunickém paláci v Panské ulici: Iva Holmerová, Eva Zamrazilová, Alexandra Brabcová, Milena Vicenová
- 2012, 23. října v Centru současného umění Dox, jako partnerská akce konference Forum 2000: Marie Čermáková, Klára Samková, Anna Hogenová, Táňa Fischerová, Rút Kolínská, Adriana Krnáčová
- 2015, 20. června v Národním domě na Vinohradech: Daniela Pěničková, Kateřina Krejčí, Eva Vondráková, Alena Gajdůšková, Milena Bartlová

## Organizační zázemí
Sympozia byla v letech 2007 až 2012 organizována dobrovolnicemi sdruženými v uskupení s názvem nadstranická platforma Česká prezidentka. U zrodu tohoto uskupení stála nezisková organizace Forum 50 %, která také spolupořádala všechna Sympozia.

## Literární odkaz a videozáznamy projevů
Projevy z prvních čtyř ročníků Sympozií byly zpracovány do dvou tištěných sborníků. Videozáznamy Sympozií z let 2009 až 2012 jsou dostupné online.